# كيفين والكير
كيفين والكير (بالإنجليزية: Kevin Walker)‏ (12 سبتمبر 1991 باسكتلندا في المملكة المتحدة - ) هو مدرب كرة قدم ولاعب كرة قدم بريطاني في مركز حراسة المرمى. لعب مع نادي فالكيرك وبيرويك راينجرز وUniversity of Stirling F.C. ‏ ونادي ليفينغستون لكرة القدم.

## وصلات خارجية
- كيفين والكير على موقع قاعدة بيانات كرة القدم.إي يو (الإنجليزية)
- كيفين والكير على موقع Soccerbase.com (لاعب) (الإنجليزية)
- كيفين والكير على موقع Soccerway.com (الإنجليزية)